# Gambo (criptide)

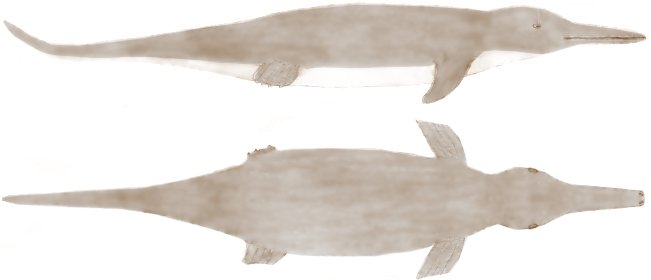
L'aspetto di Gambo tratto dalle illustrazioni di Owen Burnham. Secondo le misurazioni effettuate, tuttavia, la testa era molto più piatta e il corpo molto più largo.

Gambo è il nome dato a una carcassa di un grande animale marino non identificato che venne rinvenuta sulla spiaggia del Bungalow Beach Hotel a Kotu, nello stato del Gambia, nell'Africa occidentale.

## Origine del mito
Il quindicenne Owen Burnham giunse sul luogo assieme ad alcuni membri della sua famiglia il 12 giugno 1983, proprio mentre alcuni abitanti del villaggio stavano decapitando l'animale. Owen, appassionato di zoologia, prese le misure del corpo con l'intento di realizzarne degli schizzi in futuro, ma non aveva una macchina fotografica con sé. Secondo alcune dichiarazioni rilasciate in seguito, non pensò di prelevare un campione fino a quando non si rese conto che non poteva identificarlo sui libri. Gli abitanti del villaggio alla fine vendettero la testa mozzata dell'animale a un turista. Secondo Owen, i locali pensavano che si trattasse di un «delfino», ma lui pensò che ricordasse un delfino solo superficialmente. Il corpo fu infine sepolto e ogni tentativo di ritrovarlo in seguito non ebbe successo.
Quando l'animale venne menzionato in un articolo di giornale tre anni dopo la scoperta di Owen, attirò l'attenzione del criptozoologo Karl Shuker, che contattò personalmente Burnham per chiedergli maggiori informazioni. Secondo Owen, il corpo non mostrava quasi alcun segno di putrefazione e misurava circa 4,6 metri di lunghezza. La pelle, liscia, era di colore marrone sul dorso e bianco sull'addome. La maggior parte delle misurazioni riguardava la testa, che era lunga 1,40 m. Possedeva un rostro lungo 80 cm, alto 14 cm e largo 13 cm, dotato di 80 denti conici tutti della stessa forma e dimensioni. Sulla punta del rostro vi era un piccolo paio di narici. La testa, leggermente arcuata, era alta 25 cm, larga 30 cm e dotata di occhi piccoli. La coppia di pinne anteriori misurava 46 cm di lunghezza e 20 cm di larghezza. Una delle pinne posteriori era seriamente danneggiata e quasi strappata, gli organi interni erano visibili. Il corpo, gonfiato dall'acqua, era lungo 1,8 m e aveva una circonferenza di 1,5 m. L'animale era privo di pinna dorsale. La coda, appuntita, era lunga 1,5 m.

## Spiegazioni
Sono state fatte molte speculazioni su quale tipo di animale possa essere stato. Il paleontologo Darren Naish ha messo in dubbio la veridicità dell'accaduto, ritenendo sospetto che non fosse stato prelevato alcun campione. Il criptozoologo Chris Orrick sospettava che fosse un tasmaceto gravemente mutilato. Loren Coleman e Patrick Huyghe hanno ipotizzato che possa trattarsi di una qualche forma di tasmaceto ancora sconosciuta. Un'altra ipotesi comune è che il corpo appartenesse a qualche tipo di rettile preistorico sopravvissuto. Shuker inizialmente suggerì che fosse un plesiosauro o un coccodrillo talattosuchide, ma in seguito lo chiamò «l'ultimo dei mosasauri». Altre ipotesi tirano in ballo un cronosauro, un ittiosauro o l'antica balena Basilosaurus.
La maggior parte degli studiosi, tuttavia, ritiene che l'accaduto sia in realtà una bufala, dal momento che non risulta alcuna testimonianza del fatto, a parte le dichiarazioni dello stesso Burnham.